# Le Club des célibataires

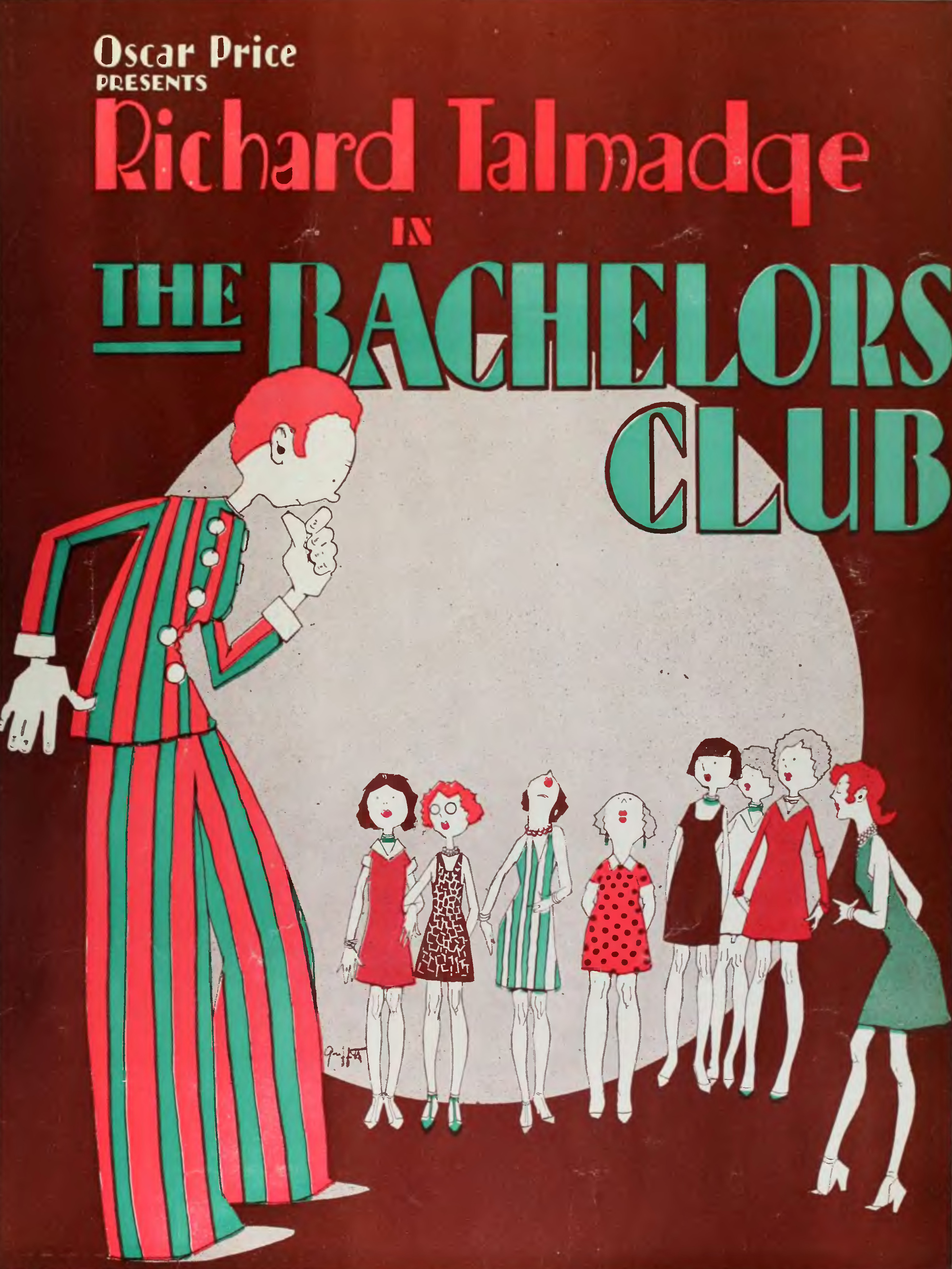
Annonce du film dans le magazine The Film Daily.

Le Club des célibataires (The Bachelor's Club) est un film américain indépendant réalisé par Noel M. Smith et sorti en 1929.

## Fiche technique
- Titre : Le Club des célibataires
- Titre original : The Bachelor's Club
- Réalisation : Noel M. Smith
- Scénario : Al Martin, Betty Moore
- Photographie : Harry Cooper, William Wheeler
- Montage : Martin Obzina
- Musique : Erno Rapee
- Production  : Oscar Price Productions
- Pays de production :  États-Unis
- Distribution : 	Parthenon Pictures
- Durée : 64 minutes (6 bobines)[1].
- Genre : Comédie
- Date de sortie : 5 janvier 1929

## Distribution
- Richard Talmadge : Dick Butler
- Barbara Worth : Dot Arnold
- Edna Murphy : Gussie
- Edna Ellsmere
- V. Talbot Henderson
- Herbert Heyes
- Barry Palmer
- Josef Swickard